# St. Maria (Weil am Rhein)

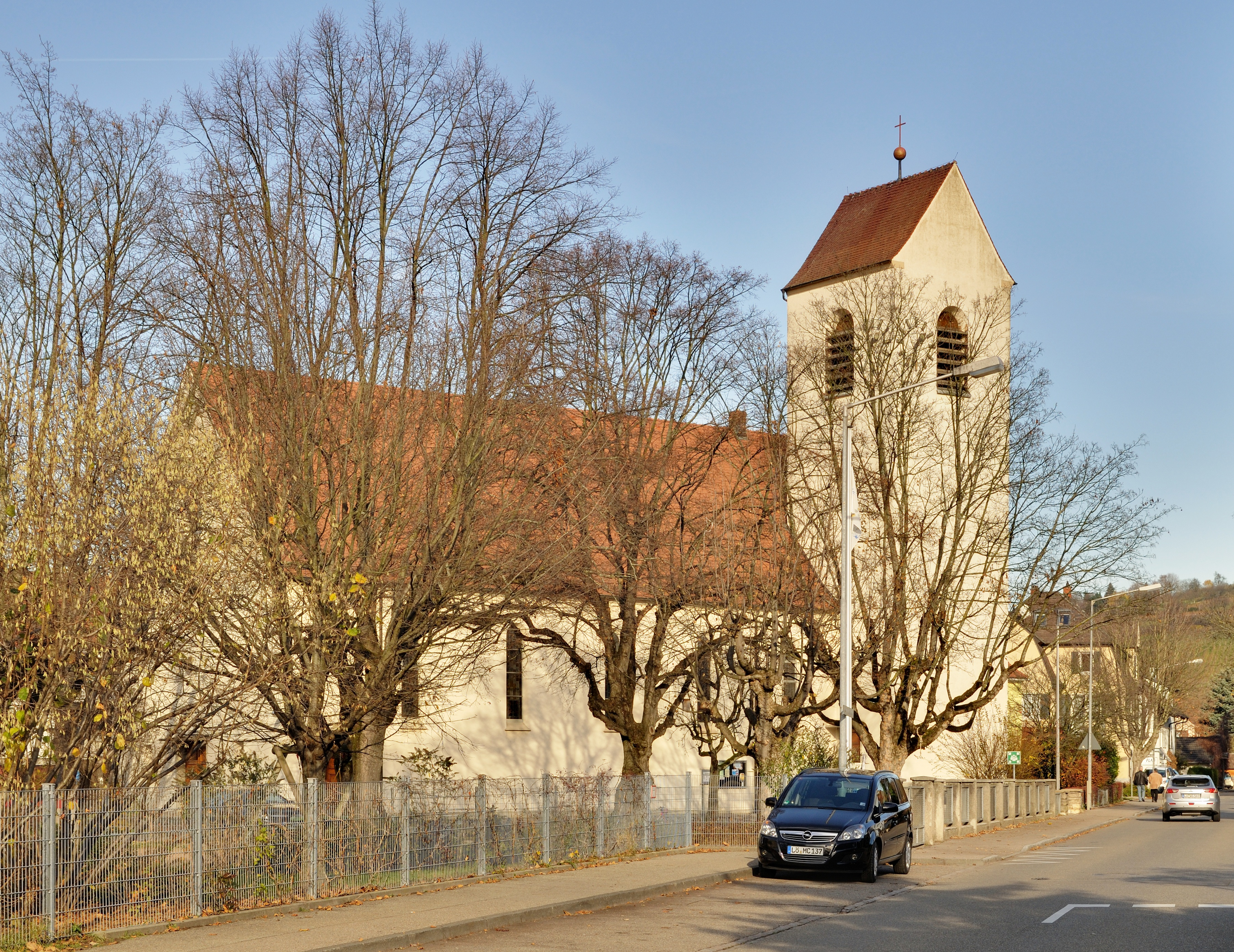
St. Maria von Südwesten

Die Kirche St. Maria im südbadischen Weil am Rhein ist eine Mitte der 1930er Jahre entstandene römisch-katholische Pfarrkirche im Stadtteil Haltingen. Die Kirche im Stil der Heimatschutzarchitektur ist alten Markgräfler Dorfkirchen nachempfunden. Sie steht südlich des Ortskerns etwas abseits von der Durchgangsstraße B 3.

## Geschichte
Zu Beginn des 20. Jahrhunderts wurde die damals noch geringe Zahl an Katholiken von Lörrach aus betreut. Notgottesdienste wurden auch noch nach dem Ersten Weltkrieg zunächst im Gasthaus Hirschen, später in einem Schulsaal abgehalten.
Erst 1934 konkretisierten sich die Pläne, eine eigene Kirche zu bauen. In den Jahren 1936 bis 1937 entstand nach den Plänen des Freiburger Architekten Gregor Schroeder (1906–1976) ein Gotteshaus im Stil der alten Markgräfler Dorfkirchen. Am 31. Januar 1937 wurde die Kirche zunächst provisorisch vom Zeller Dekan Stern eingeweiht.
Die neue Kirche drohte zunächst der ebenfalls in dieser Zeit geplanten Autobahn weichen zu müssen. Die Gefahr konnte jedoch abgewendet werden und 1938 wurde Haltingen zur selbstständigen Kuratie erhoben. Während des Zweiten Weltkrieges erlitt die Kirche Beschädigungen, die bereits wenige Monate nach Ende behoben wurden, so dass am 8. September 1946 die Kirche durch den Freiburger Weihbischof Burger endgültig eingeweiht werden konnte.
1961 wurde die Haltinger Kuratie in den Stand einer Pfarrei erhoben. 1965 erfuhr das Innere der Kirche eine Umgestaltung. Unter anderem ersetzte ein modernerer Zelebrationsaltar den alten. Ende 2011 wurden weitere Erneuerungsmaßnahmen für 540.000 Euro abgeschlossen, die neben der Renovierung der Kirchenbänke den Einbau einer modernen Fußbodenheizung und andere bautechnische Verbesserungen umfassten.

## Beschreibung

### Kirchenbau

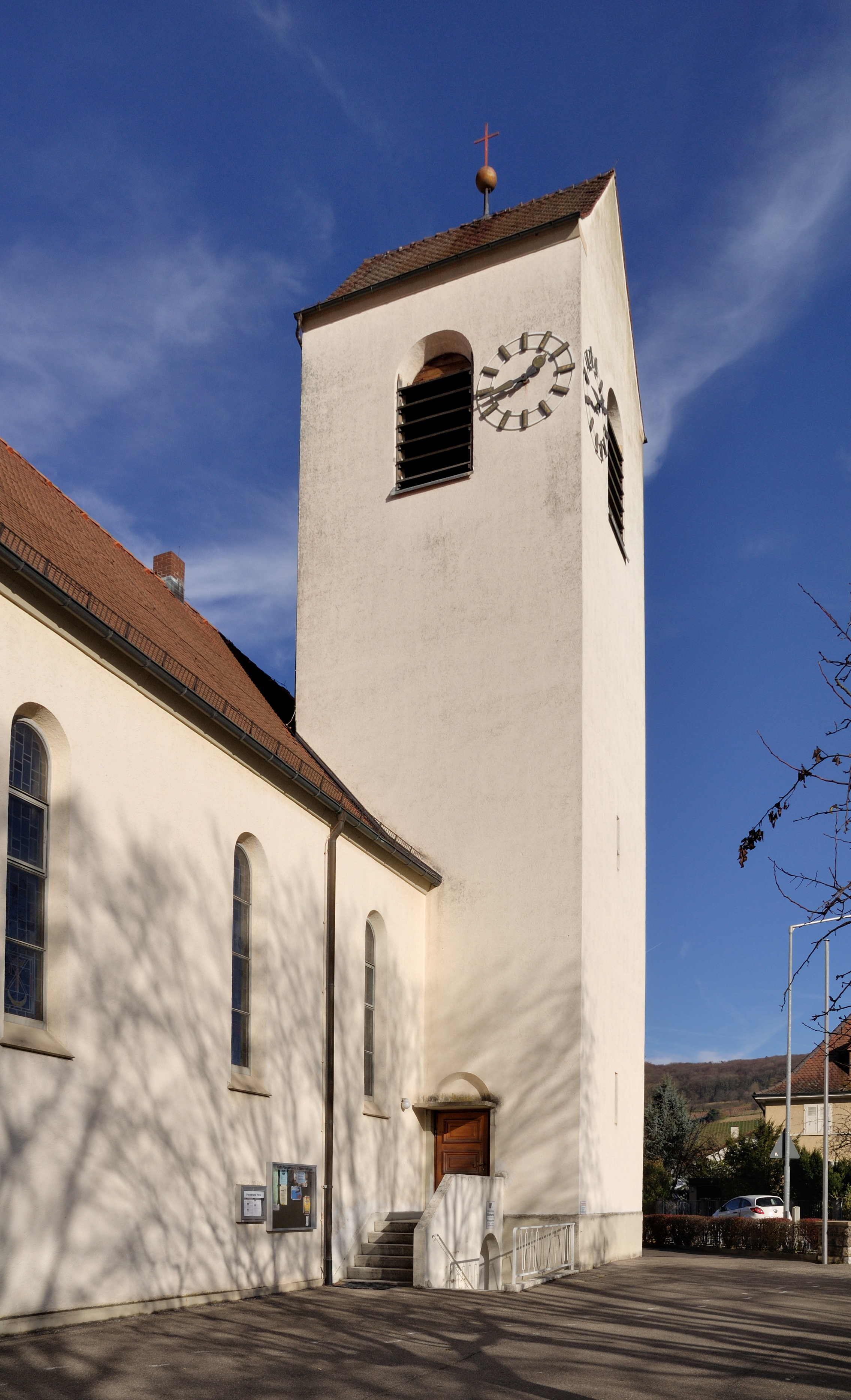
Glockenturm

Die Haltinger Marienkirche besteht aus einem rechteckigen Langhausbau mit einem Hauptportal zur Westseite und einem im Südosten angebauten Glockenturm. Das Untergeschoss des Kirchturms dient als Sakristei. Der Turm verfügt zu jeder der vier Seiten im oberen Stockwerk über je eine rundbogige Schallarkade. Die Zifferblätter der Turmuhr befinden sich asymmetrisch dazu an den Seiten der Öffnungen. Auf dem quer zum Langhaus ausgerichteten Satteldach wird der Kirchturm von einer Turmkugel und einem Kreuz abgeschlossen.
Am einschiffigen Langhaus schließt sich östlich der etwas eingezogene Chor an. Dieser besteht aus fünf Segmenten eines regelmäßigen Achtecks. An jeder Längswand lassen fünf Fenster, die in Rundbögen schließen, Licht in das Kircheninnere. Das Langhaus wird von einer flachen Holzdecke überspannt.

### Ausstattung
Die farbigen Fenster im Chor schuf der Schopfheimer Glasmaler H. Theodor Baumann. Über dem rechten Seitenaltar steht eine Madonnenstatue vom Karlsruher Künstler Emil Sutor, über dem linken die Statue des Josef von Nazaret. An den Längswänden befinden sich die vierzehn Kreuzwegstationen als Reliefarbeiten, die ebenfalls von Sutor stammen. Das große Kruzifix im Chor schnitzte Egon Hummel aus St. Märgen.

### Glocken und Orgel
Die ursprünglichen Glocken aus Bronze stammen von der Glockengießerei Grüninger und wurden 1938 gegossen. Ihr Bronzegeläut umfasste eine d′-Glocke (St. Bonifatius), eine f′-Glocke (St. Georg), eine g′-Glocke (Marienglocke) und eine a′-Glocke (Karlsglocke). Die drei größten Glocken mussten 1942 infolge des Zweiten Weltkriegs abgeliefert werden. Die erhalten gebliebene a′-Glocke wurde 1955 in eine h′-Glocke umgegossen und gleichzeitig lieferte die Heidelberger Glockengießerei F. W. Schilling drei weitere Glocken, die zusammen mit der umgegossenen das neue Glockengeläut bilden.
Glockenübersicht
| Glocke | Name           | Durchmesser | Gewicht | Schlagton |
| ------ | -------------- | ----------- | ------- | --------- |
| 1      | St. Bonifatius | 1197 mm     | 1140 kg | e’+1      |
| 2      | St. Georg      | 1020 mm     | 719 kg  | g’+2      |
| 3      | Marienglocke   | 905 mm      | 499 kg  | a’+1      |
| 4      | Karlsglocke    | 800 mm      | 341 kg  | h’+1      |

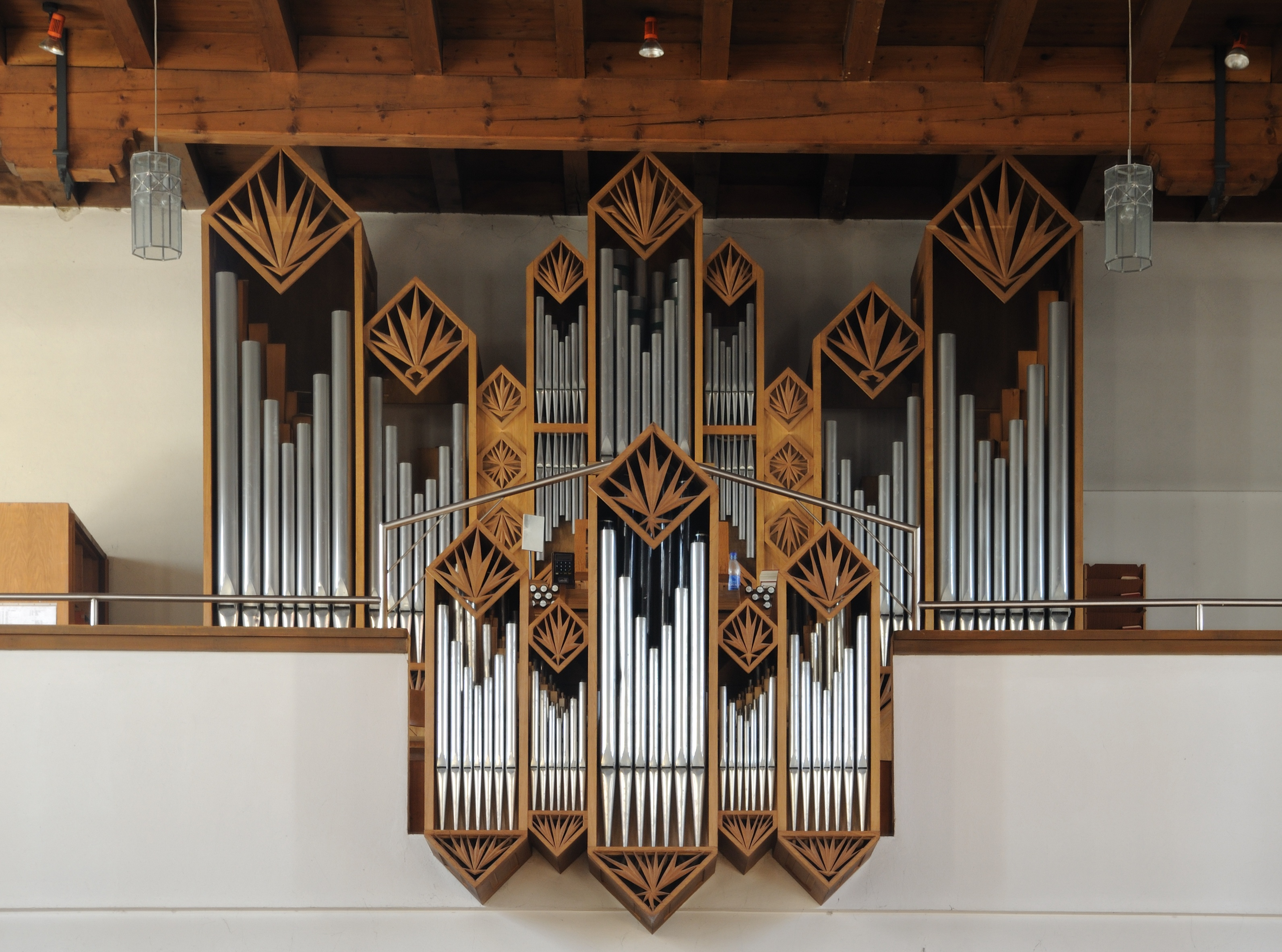
Orgel

1949 kaufte die Gemeinde die alte Orgel des ehemaligen Benediktinerpriorats St. Ulrich im Schwarzwald. Es wird vermutet, dass diese Orgel im Jahr 1762 von Adrien Joseph Pottier erbaut worden war. Orgelbauer Willy Dold aus Freiburg fügte einige Teile dieser Orgel sowie andere aus der Orgel von Schliengen 1950 und 1955 in zwei Stufen zu einem neuen Instrument zusammen: im ersten Schritt wurden ein Manual, Pedal und zehn Register erbaut. Die Traktur war elektrisch. Im zweiten Schritt wurde die Orgel 1955 um ein zweites Manual mit sieben Registern erweitert. Die heutige Orgel der Marienkirche wurde vom Orgelbauer August Späth aus March 1980 erbaut. Das Instrument besteht aus zwei Manualen, Pedal und 18 Registern. Bei der Renovierung 2020 wurden Optimierungen am Klangbild und eine geringfügige Dispositionsänderung vorgenommen.